# 米科爾森灣
68°43′20.76″S 67°10′43.14″W / 68.7224333°S 67.1786500°W
米科爾森灣（英語：Mikkelsen Bay）是南極洲的海灣，位於葛拉漢地西岸，長10英里、寬15英里，由讓-巴蒂斯特·夏古率領的法國探險隊發現，以丹麥的探險家命名。